# Ribua
Ribua is een geslacht van vlinders van de familie snuitmotten (Pyralidae), uit de onderfamilie Phycitinae.

## Soorten
- R. contigua Heinrich, 1956
- R. droozi Neunzig, 1990
- R. innoxia Heinrich, 1940
- R. patriciella Dyar, 1918